# Operacja Bawół
Operacja Bawół (niem. Büffel Bewegung) – seria lokalnych działań odwrotowych na froncie wschodnim II wojny światowej przeprowadzonych przez Wehrmacht w okresie od 1 do 31 marca 1943 roku. W ich wyniku zlikwidowany został występ rżewski, front został skrócony o 230 kilometrów, a 21 dywizji niemieckich mogło zostać użytych na innych odcinkach frontu. Wycofaniu się Niemców towarzyszyła bezwzględna kampania represyjna, która doprowadziła do zniszczenia wielu zabudowań poza działaniami wojennymi, masowych zabójstw ludności cywilnej i deportacji do pracy niewolniczej w Rzeszy.

## Przebieg
Niemiecka 9 Armia ewakuowała występ rżewski w marcu 1943 r. w ramach ogólnego skracania linii frontu. W celu oczyszczenia zaplecza obszaru operacji, na kilka tygodni przed jej rozpoczęciem przeprowadzono zakrojone na szeroką skalę działania represyjne, zgodnie z doktryną Bandenbekämpfung („walki z bandytami”). W działaniach tych zginęło około 3000 obywateli radzieckich, z których ogromna większość była nieuzbrojona, jak pokazuje raport o przejętej broni: 277 karabinów, 41 pistoletów, 61 karabinów maszynowych, 17 moździerzy, 9 karabinów przeciwpancernych i 16 niewielkich dział. Samo wycofywanie się zajęło Niemcom dwa tygodnie, przy minimalnych stratach własnych czy zakłóceniach w ruchu grupy armii liczącej około 300 000 ludzi, 100 czołgów i 400 dział. W następstwie tego gen. Walther Model, dowódca 9 Armii, osobiście nakazał deportację wszystkich cywilów płci męskiej, zatruć studnie, a co najmniej dwa tuziny wiosek zrównać z ziemią, aby utrudnić działania Armii Czerwonej w okolicy, pozbawiając jej żołnierzy potencjalnych kwater.

## Sowiecka reakcja
Sowieci planowali zaatakować występ rżewski. 6 lutego 1943 r. Stawka wydała dyrektywę nr 30043 o przygotowaniu ofensywy w środkowej części frontu radziecko-niemieckiego w celu okrążenia i zniszczenia głównych sił Grupy Armii Środek.
18 lutego przygotowania wojsk niemieckich do wycofania się zostały odkryte podczas rozpoznania w wykonaniu oddziałów zwiadowczych Frontu Zachodniego, a 23 lutego także Frontu Kalinińskiego. Wysunięte oddziały donosiły, że niektóre grupy wroga odchodziły na zachód, część artylerii została przesunięta bliżej dróg, a niektóre ziemianki, mosty, budynki i linie kolejowe były przygotowywane do rozbiórki. Pomimo tych raportów, radzieckie dowództwo zareagowało z dużym opóźnieniem. Dowódca 30 Armii, gen. Władimir Kołpakczi wydał rozkaz uderzenia dopiero 2 marca o godzinie 14:30. Tego samego dnia o godz. 17:15 zarządzenie Stawki nakazało wszystkim oddziałom Frontu Kalinińskiego i Zachodniego przejść do ataku.
Rankiem 3 marca 1943 r. wojska radzieckie wkroczyły do miasta Rżew, nie napotykając żadnego oporu. 4 marca Armia Czerwona przejęła kontrolę nad Oleninem, a następnie Gżackiem (5 marca), Syczowką (8 marca), Biełym (10 marca) i Wiaźmą (12 marca).
Pogoń za wrogimi żołnierzami komplikowały dobrze umocnione, niemieckie pozycje obronne, osłaniające odwrót głównych sił, pola minowe oraz zniszczone szlaki komunikacyjne. Niektórym oddziałom Armii Czerwonej udawało się pokonywać zaledwie 6-7 km dziennie. W drugiej połowie marca oddziały Frontu Zachodniego próbowały odciąć jednostki niemieckie ze zgrupowania orłowsko-briańskiego, ale po kilku dniach walki, tracąc 132 czołgi, 1 i 5 Korpus Pancerny Armii Czerwonej zatrzymał atak. 22 marca 1943 r. wojska radzieckie dotarły do nowej linii obronnej nieprzyjaciela, gdzie umocniły się oddziały Grupy Armii Środek. W obliczu intensywnego oporu oraz w wyniku zmniejszania się zapasów amunicji i żywności z powodu rosnącej długości własnych szlaków zaopatrzeniowych, Armia Czerwona została zmuszona do powstrzymania ofensywy.
Wydarzenia te są znane w radzieckiej historiografii jako ofensywa rżewsko-wiaziemska (1943), która zakończyła się 31 marca.

## Rezultaty
Skrócenie linii frontu pozwoliło Niemcom stworzyć rezerwę sił dla operacji w innych miejscach. Formacje te zostały później wykorzystane podczas letniej kampanii w 1943 r., która doprowadziła do bitwy pod Kurskiem.
Oficjalny raport radziecki opublikowany 7 kwietnia 1943 r. pokazał skutki niemieckich działań represyjnych. W Wiaźmie z 5500 budynków ocalało tylko 51 małych domów; w Gżacku 300 z 1600; w Rżewie 500 z 5400. 15 000 osób zostało deportowanych tylko z tych trzech miast. Obszary wiejskie ucierpiały w równym stopniu; na przykład w rejonie syczowskim spłonęło 137 wsi z 248. Brytyjski korespondent wojenny Alexander Werth odwiedził ten obszar wkrótce po wyzwoleniu i sam zobaczył wyniki rozkazów Modela. W swoim raporcie wymienił Modela na szczycie listy zbrodniarzy wojennych odpowiedzialnych za „umyślną politykę eksterminacyjną” i zauważył, że większości zabójstw ludności cywilnej dokonały regularne jednostki Wehrmachtu, a nie gestapo czy SD.